# Khass Beg
Khass Beg (Arslan Beg ibn Balangiri) (+ 1153) fou un amir turcman del temps dels grans seljúcides.
Va gaudir d'una situació privilegiada sota Masud ibn Muhammad (1134-1152) el que li va valer el malnom de Khass Beg amb el qual fou conegut. Per la seva influència va poder eliminar els seus rivals: Abd al-Rahman ibn Togha Timur governador d'Arran (mort 1147) i Boz-aba, governador de Fars (1147). Mort Masud va posar al tron al seu nebot Malik Shah ibn Mahmud (1152), però en veure que era incompetent, amb el suport d'altres emirs el va enderrocar (1153) i el va substituir pel seu germà Muhammad. El nou sultà no podia tolerar un personatge tant poderós i el va fer matar junt amb l'amir Djandar (primavera del 1153).